# علم قلبي (ألبوم)
علم قلبي هو الألبوم العشرين للفنان المصري عمرو دياب، تم إصداره عام 2003 من إنتاج شركة عالم الفن.

## إنجازات
يُعتبر ألبوم " علم قلبي " إحدى العلامات المُميزة في مسيرة وتاريخ الفنان " عمرو دياب " عُمومًا لِما حمله من نقلةٍ مُوسيقيةٍ جديدة تمامًا على كُل مُستمع في العالم العربي وصفه النُقاد بأنه " سابق عصره " وانتظر جُمهور " عمرو دياب " وقتئذٍ طويلًا ليرى ما سُيقدمه الفنان " عمرو دياب " بعد غياب عام كامل عن الساحة الفنية 2002 دُون ألبومات غنائية مُكتفيًا بنجاح ألبوم " أكتر واحد " والذي صدر عام 2001 مُحتفلًا لمُدة عامين كاملين بنجاح الألبوم وبعد إصدار " علم قلبي " عام 2003 تم اعتباره من أفضل ألبومات السنة بالرغم من أنه لم يحقق نجاح الألبوم الذي سبقه أكتر واحد، حيث حقق مبيعات بلغت 750 ألف نسخة ولكنه يُعد نقلة مُهمة جدًا في تاريخ المُوسيقى العربية بسبب اختلاف شكل المُوسيقى فيه عن باقي الألبومات التي سبقته والتي تم طرحها أيضًا في نفس عام صُدور الألبوم عام 2003 كما تكمُن أهميته في أن الأعمال العربية التي جاءت من بعده حاولت أن تلحق به وتُواكب التطور المُوسيقي الذي مَيزه لأنه احتوى حرفيًا على تطور كبير ومُختلف في التوزيعات الموسيقية والألحان التي لم تظهر في أي ألبوم عربي من قبل فهو يحتوي على أنواع موسيقية مختلفة ومتنوعة كالهيب هوب، آر أند بي، البوب والروك.

## قائمة الأغاني
الاعتمادات مقتبسة من كُتَيِّب القرص المضغوط.
| الرقم | اسم الاغنية   | المدة | الشاعر          | الملحن                 | الموزع     | ملاحظات                                     |
| ----- | ------------- | ----- | --------------- | ---------------------- | ---------- | ------------------------------------------- |
| 1     | علم قلبي      | 03:32 | وليد جلال       | خالد عز - عمرو دياب    | فهد        |                                             |
| 2     | أنا عايش      | 03:46 | ربيع السيوفي    | عمرو مصطفى - عمرو دياب | هاني يعقوب |                                             |
| 3     | قال لي الوداع | 03:14 | بهاء الدين محمد | خالد عز                | فهد        |                                             |
| 4     | يا كنزي       | 03:34 | محمد رفاعي      | رشيدة الحارس           | فهد        |                                             |
| 5     | تقدر تتكلم    | 04:53 | محمد رفاعي      | محمد رفاعي             | فهد        |                                             |
| 6     | لو عشقاني     | 04:25 | بهاء الدين محمد | محمد رحيم              | هاني يعقوب | أول أغنية عربية تسير على نمط البوب الأمريكي |
| 7     | علمني هواك    | 03:20 | رضا أمين        | شريف تاج               | هاني يعقوب |                                             |
| 8     | حبيبي يا عمري | 05:02 | بهاء الدين محمد | خالد عز - عمرو دياب    | فهد        |                                             |
| 9     | أنت مقلتش ليه | 03:37 | بهاء الدين محمد | عمرو دياب              | فهد        |                                             |
| 10    | حنيت          | 04:16 | هاني الصغير     | خالد عز                | عمرو شاكر  |                                             |
| 11    | كلهم          | 03:56 | أيمن بهجت قمر   | عمرو مصطفى             | هاني يعقوب |                                             |
| 12    | خليني جنبك    | 05:17 | محمد رفاعي      | نادر نور - عمرو دياب   | فهد        |                                             |